# Charles G. Oakman

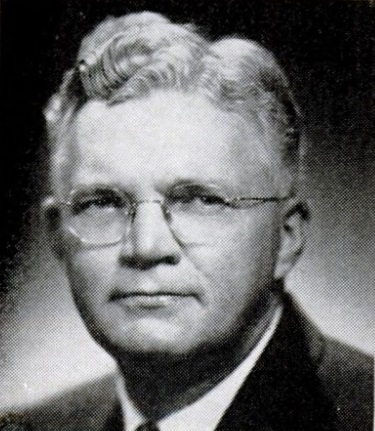
Charles G. Oakman (1953) – US-amerikanischer Politiker

Charles Gibb Oakman (* 4. September 1903 in Detroit, Michigan; † 28. Oktober 1973 in Dearborn, Michigan) war ein US-amerikanischer Politiker. Zwischen 1953 und 1955 vertrat er den Bundesstaat Michigan im US-Repräsentantenhaus.

## Werdegang
Charles Oakman besuchte die öffentlichen Schulen seiner Heimat und danach die Wayne State University. Anschließend studierte er bis 1926 an der University of Michigan in Ann Arbor. Zwischen 1927 und 1940 arbeitete er in der Immobilienbranche und im Transportgeschäft. Politisch war er Mitglied der Republikanischen Partei. Zwischen 1941 und 1952 saß Oakman im Kreisrat des Wayne County. In den Jahren 1941 und 1942 gehörte er als Executive Secretary zum Stab von Edward Jeffries, dem Bürgermeister von Detroit. Von 1942 bis 1945 war er städtischer Revisor (City controller) sowie von 1947 bis 1952 Mitglied im Stadtrat von Detroit. Außerdem arbeitete er in den Jahren 1948 bis 1954 für die Detroit-Wayne Joint Building Authority. Von 1955 bis 1973 war er Generalmanager dieser Behörde.
Bei den Kongresswahlen des Jahres 1952 wurde Oakman im 17. Wahlbezirk von Michigan in das US-Repräsentantenhaus in Washington, D.C. gewählt, wo er am 3. Januar 1953 die Nachfolge des in den 18. Distrikt gewechselten George Anthony Dondero antrat. Da er im Jahr 1954 der Demokratin Martha Griffiths unterlag, konnte er bis zum 3. Januar 1955 nur eine Legislaturperiode im Kongress absolvieren.
Nach seinem Ausscheiden aus dem US-Repräsentantenhaus arbeitete Oakman als Generalmanager für die Detroit-Wayne Joint Building Authority. Er starb am 28. Oktober 1973 in Dearborn.